# 豌豆嶺 (阿肯色州)
豌豆嶺（英語：Pea Ridge）是一個位於美國阿肯色州本頓縣的城市。根據2020年美國人口普查，該地人口為6559人，而該地的面積約為19.64平方千米。
该市镇因美国内战西部战场的关键性战役豌豆岭战役而闻名。这场战役发生于市镇东边约5英里（8.0）处。战场遗址被保护在豌豆岭国家军事公园内。

## 地理
豌豆嶺的座標為36°26′53″N 94°07′00″W / 36.44806°N 94.11667°W，而該地的平均海拔高度為393米（即1289英尺）。